# Fimbristylis engleriana
Fimbristylis engleriana là loài thực vật có hoa trong họ Cói. Loài này được Buscal. & Muschl. mô tả khoa học đầu tiên năm 1913.